# Zephyranthes brevipes
Zephyranthes brevipes là một loài thực vật có hoa trong họ Amaryllidaceae. Loài này được Standl. miêu tả khoa học đầu tiên năm 1929.